# Freestyle (песня Lady Antebellum)
«Freestyle» — песня американского кантри-трио Lady Antebellum, выпущенная 20 октября 2014 года. Её авторами выступили Дэйв Хейвуд, Чарльз Келли, Хиллари Скотт и Шейн Маканалли, а сопродюсером выступил Нейтан Чапман. Песня стала вторым синглом из шестого студийного альбома трио 747. Ведущую вокальную роль в ней исполнил Келли.

## История
Во время тура группы в 2014 году Чарльз Келли рассказал журналу Rolling Stone: «Такие песни, как „Freestyle“, были для них отклонением от привычного стиля, но за последние пару лет мы убедились, что, когда мы идём на риск, фанаты реагируют очень хорошо».

## Отзывы
Боб Паксман из Country Weekly, поставив песне оценку «C+», похвалил её «запоминающееся» исполнение, но посчитал, что Lady Antebellum «практически неузнаваема» из-за стремительной подачи текста. Он также раскритиковал текст за «модные словечки и образы», которые «разбросаны».

## Музыкальное видео
Клип на песню «Freestyle» вышел в октябре 2014 года, и в нём снялся комик и танцор Натан Барнатт. Часть видео была снята в театре «Грамерси» на Манхэттене.
Барнатт выступает под своим сценическим псевдонимом «Кит Апикари», который твёрдо намерен лично встретиться с группой Lady Antebellum. Не сумев с ними встретиться, он придумывает способ пройти мимо охраны, надев ковбойскую шляпу и футболку Lady Antebellum. В конце концов, он достигает своей цели, когда Чарльз (Келли) приглашает его за кулисы, где он знакомится с группой.

## Позиции в чартах
| Чарт (2014—2015)                       | Высшая позиция |
| -------------------------------------- | -------------- |
| Канада (Billboard Country)             | 17             |
| США (Billboard Bubbling Under Hot 100) | 1              |
| США (Billboard Country Airplay)        | 16             |
| США (Billboard Hot Country Songs)      | 24             |

| Чарт (2015)                        | Позиция |
| ---------------------------------- | ------- |
| США (Country Airplay, Billboard)   | 75      |
| США (Hot Country Songs, Billboard) | 93      |